# Friese Autobus Maatschappij

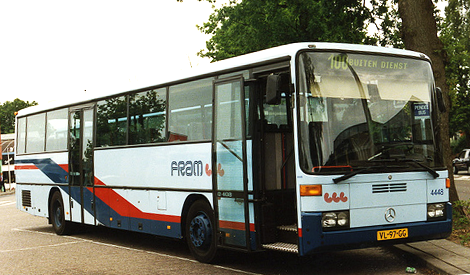
Mercedes-Benz O408 in de blauwe FRAM-kleur van de jaren negentig

De Friese Autobus Maatschappij (FRAM), statutair gevestigd te Leeuwarden maar met hoofdkantoor in Heerenveen, was van 1971 tot 1996 een openbaarvervoerbedrijf in de Nederlandse provincie Friesland.
Bij de naamkeuze was bewust gedacht aan de associatie met het Noorse woord fram ("voorwaarts"), ook de naam van het schip van de ontdekkingsreiziger Fridtjof Nansen.
De bussen werden uiteindelijk allemaal uitgevoerd in "streekgeel" (ook genoemd "OV-geel"), de okergele kleur die vrijwel alle openbaarvervoermiddelen in Nederland vertoonden in de jaren zeventig en tachtig. De FRAM was in 1991 het eerste bedrijf dat de hegemonie van het geel doorbrak door een grote serie bussen in een lichtblauwe huisstijl in dienst te stellen. Het logo bestond uit de gestileerde letters FRAM in blauw, maar daarnaast vertoonden de bussen ook drie pompeblêden uit de vlag van Friesland in rood.

## Geschiedenis
De FRAM is op 1 april 1971 ontstaan uit een fusie van vier busbedrijven die het streekvervoer elk in een deel van Friesland verzorgden:
- in het oosten de Nederlandsche Tramweg Maatschappij (NTM) te Heerenveen, voor 90% een dochteronderneming van de Nederlandse Spoorwegen
- in het noordoosten de Noord-Oost-Friesche Autobusonderneming (NOF) te Dokkum, een 100% NS-dochteronderneming
- in het noordwesten de Leeuwarder Auto Bus Onderneming (LABO) te Leeuwarden
- in het westen het Leeuwarder Auto Bedrijf (LAB) te Leeuwarden.

De beide laatstgenoemde particuliere bedrijven waren kort voor de fusie overgenomen door de NS en ondergebracht bij de NOF. Later werden nog twee bedrijven door de NS aangekocht en aan de FRAM toegevoegd:
- in het zuidwesten van Friesland en een deel van de Noordoostpolder het Autobedrijf "De Zuidwesthoek" (ZWH) te Balk op 1 januari 1974
- in het oosten van de provincie en in delen van Drenthe en Groningen de ESA Lijndienst Exploitatie Maatschappij, afgesplitst van Elema-Stollenga's Autodiensten (ESA) te Marum op 1 januari 1979.

De voormalige NTM-hoofdvestiging in Heerenveen fungeerde ook als hoofdkantoor voor de FRAM. Het voornemen om in Leeuwarden een nieuw hoofdkantoor te bouwen is nooit uitgevoerd.
Het vervoersgebied bestond uiteindelijk uit de gehele provincie Friesland (inclusief de Waddeneilanden Vlieland, Ameland, Terschelling en Schiermonnikoog), Zuidwest-Groningen, lijnen naar Assen en Meppel en een deel van de Noordoostpolder. Ook exploiteerde de FRAM het stadsbusnet van Leeuwarden. Tot de nevenactiviteiten behoorde een bescheiden touringcarafdeling die de naam Fram Specials voerde. Tevens werd in samenwerking met de NZH (tot medio 1972 de NACO) een buslijn gereden van Leeuwarden via de Afsluitdijk naar Alkmaar en vanaf 1990 in combinatie met GADO en VAD ook een lijn tussen Lelystad, Heerenveen en de stad Groningen.
De FRAM was, net als de voorgangers NTM en NOF, een dochter van de NS. Die droeg in 1982 alle aandelen over aan de NV Aandelenbezit Streekvervoer, die in 1989 haar deelnames inbracht in de NV Verenigd Streekvervoer Nederland, vanaf 1992 VSN-Groep geheten.
Op 1 januari 1996 fuseerde de FRAM met DVM/NWH tot VEONN, een bedrijf dat nog geen drie jaar heeft bestaan. Per 30 september 1998 werd VEONN door de VSN-Groep verkocht aan Arriva plc die ging werken onder de naam Arriva Personenvervoer Nederland. Thans is het openbaar vervoer per bus in het voormalige FRAM-gebied verdeeld over diverse vervoerders, zie Concessies in het Nederlandse openbaar vervoer.

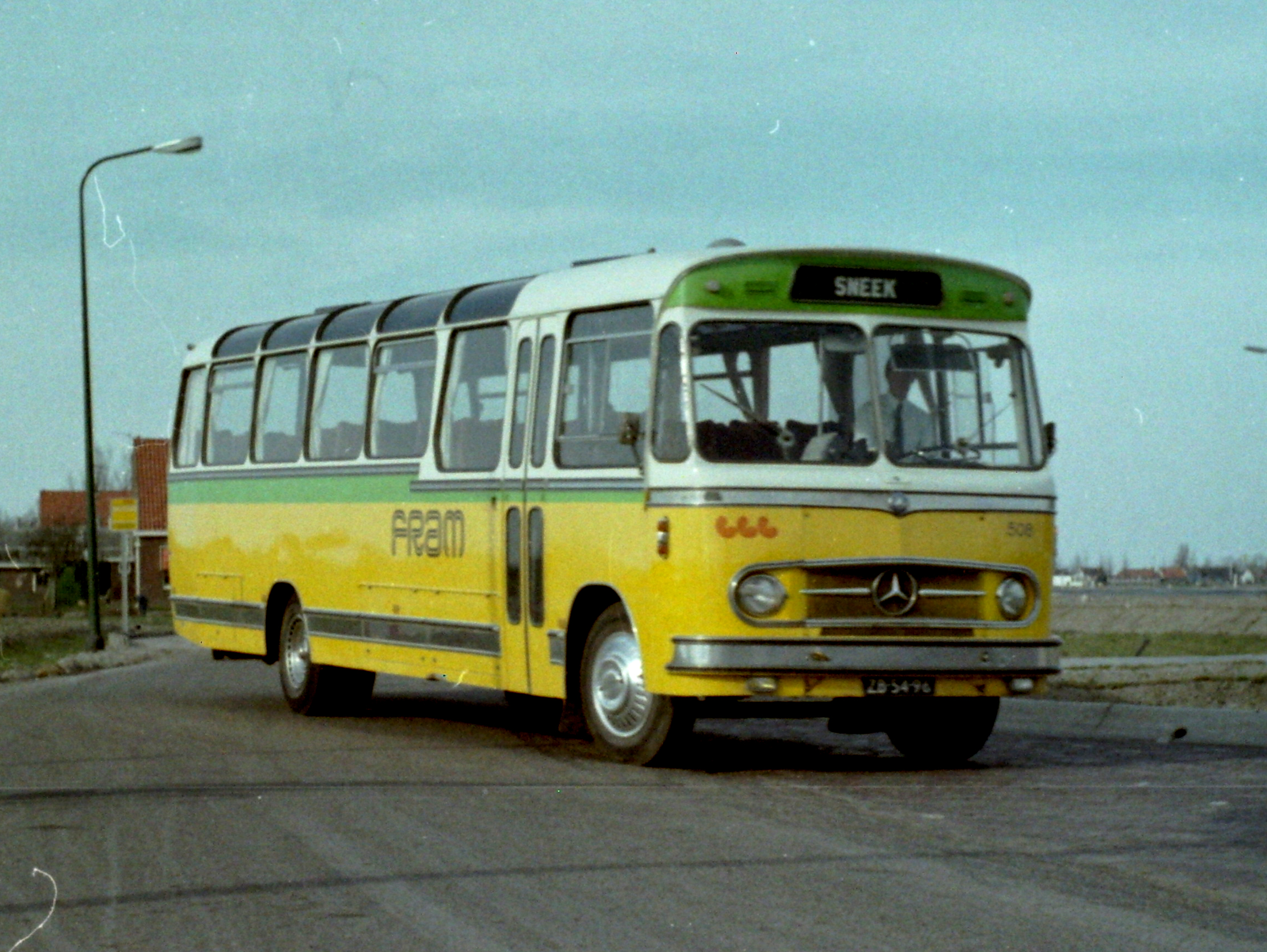
Een van de LAB bus 30 bij de FRAM als 508.
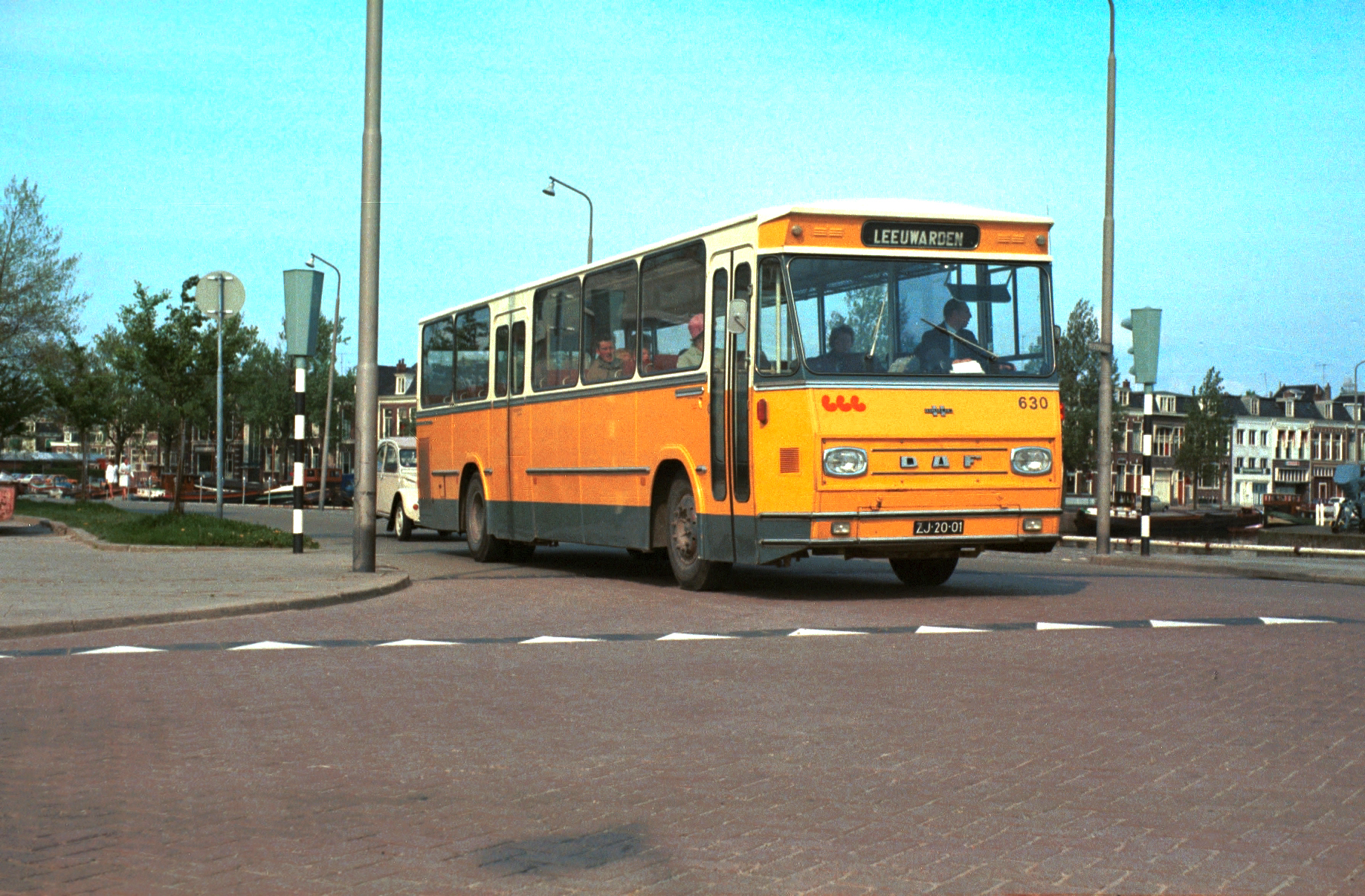
Een van de LABO bus 37 bij de FRAM als 630.
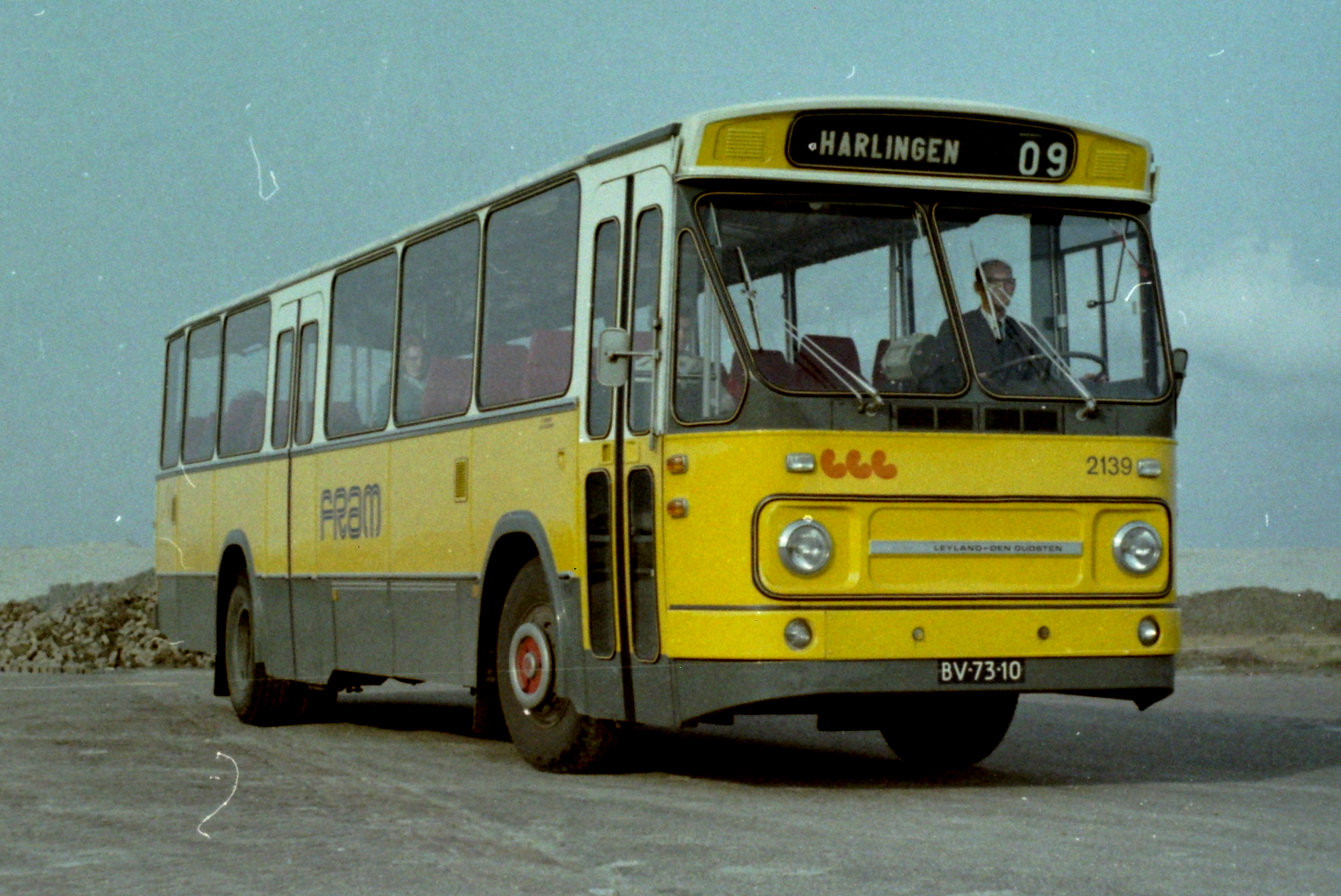
Leyland-Den Oudsten standaardstreekbus bus 2139 bij de FRAM.